# Stenomesson
Stenomesson Herb. – rodzaj roślin z rodziny amarylkowatych. Obejmuje 18 gatunków, występujących w zachodniej Ameryce Południowej, w Boliwii, Kolumbii, Ekwadorze, Peru i północnym Chile.
Nazwa rodzaju pochodzi od greckich słów στενό (steno – wąsko) i μέσον (meson – w środku), odnosząc się do budowy okwiatu tych roślin. 

## Morfologia

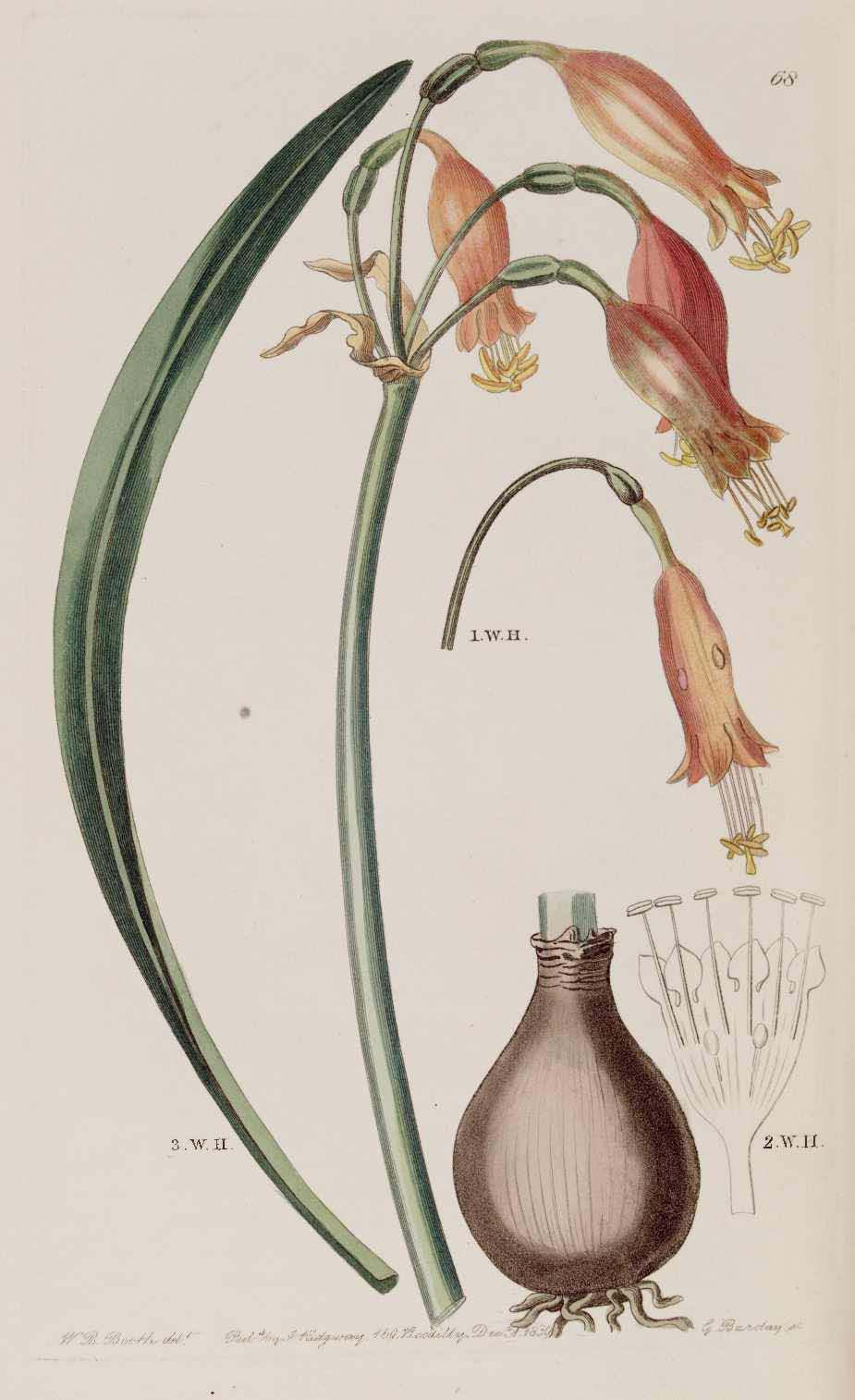
Stenomesson miniatum

PokrójWieloletnie rośliny zielne.
PędCebula.
LiścieRośliny wypuszczają raz w roku równowąskie lub taśmowate, siedzące liście, rzadko nibyogonkowe.
KwiatyNiemal wzniesione lub zwisłe, zebrane w kwiatostan, wyrastający na pełnym głąbiku, wspartym dwiema zwykle wolnymi podsadkami. Okwiat promienisty, lejkowato-rurkowaty, rurkowaty lub dzwonkowaty, różnobarwny, ale nigdy biały. Listki okwiatu wpierw zrośnięte w długą rurkę, następnie krócej rozchylone. Rurka silnie rozszerzona około środka, następnie lekko zwężona u gardzieli. Pręciki zrośnięte w miseczkę, często ząbkowaną pomiędzy nitkami pręcików. Główki pręcików w czasie kwitnienia krótko wzniesione i tworzące wokół szyjki słupka nibyrurkę. Szyjka słupka zakończona jest główkowatym, rzadziej trójklapowym znamieniem.
OwoceStożkowata, pękająca torebka. Nasiona spłaszczone, oskrzydlone, o czarnej lub brązowej łupinie.

## Systematyka
Pozycja systematycznaRodzaj z plemienia Stenomesseae (Eucharideae), podrodziny amarylkowych Amaryllidoideae z rodziny amarylkowatych Amaryllidaceae.
Wykaz gatunków
- Stenomesson aurantiacum (Kunth) Herb.
- Stenomesson breviflorum Herb.
- Stenomesson campanulatum Meerow
- Stenomesson chilense Ravenna
- Stenomesson chloranthum Meerow & van der Werff
- Stenomesson ecuadorense Meerow, Oleas & L.Jost
- Stenomesson flavum (Ruiz & Pav.) Herb.
- Stenomesson gasteroides Ravenna
- Stenomesson leucanthum (Ravenna) Meerow & van der Werff
- Stenomesson miniatum (Herb.) Ravenna
- Stenomesson moldenkei Traub
- Stenomesson parvulum Ravenna
- Stenomesson pauciflorum (Lindl. ex Hook.) Herb.
- Stenomesson pearcei Baker
- Stenomesson rupense Ravenna
- Stenomesson tubiflorum (Meerow) Meerow
- Stenomesson vitellinum Lindl.
- Stenomesson weberbaueri (Vargas) Ravenna

## Zagrożenie
Gatunki S. leucanthum i L. parvulum są krytycznie zagrożone, a S. campanulatum, S. flavum, S. gasteroides, S. luteum i S. weberbaueri zagrożone wyginięciem.